# Morpeth (Royaume-Uni)
Pour les articles homonymes, voir Morpeth.
Morpeth, depuis 1981 chef-lieu du comté de Northumberland,, est arrosée par la Wansbeck et se trouve à 2 km de l’autoroute A1. Quoiqu'une légende tenace attribue l'étymologie du toponyme à un crime, il est plus probable qu'il s'agisse là d'une corruption de Moorpath.

## Histoire
Morpeth est à l’origine un gué important de la Wansbeck. Au terme de la Conquête normande, il devient possession des barons de Merlay, qui y font édifier une motte castrale avant 1095. L’Abbaye de Newminster (1138) est une fondation de Ranulf de Merlay, seigneur de Morpeth, et de sa femme Juliana, fille de Gospatrick II de Dunbar : c’est l’un des premiers couvents de femmes de la tradition de Fountains. La ville a obtenu le statut de borough par prescription. Le roi Jean accorda en 1199 une charte portant droit de foire à Roger de Merlay (ce marché se tient toujours aujourd'hui, le mercredi). La ville a été incendiée en 1215 au cours de la Première Guerre des barons. Au XIIIe siècle, un pont de pierre remplaça le dernier pont en bois franchissant la Wansbeck. Le château de Morpeth a été édifié au XIVe siècle par Ranulph de Merlay à l'emplacement d'un ancien donjon : il n'en subsiste que l'entrée (reconstruite à l'initiative du Landmark Trust en 1990 et qui est louée aux particuliers) et les ruines des remparts.
Marguerite Tudor (la sœur d'Henri VIII) et reine consort d’Écosse (veuve de Jacques IV) quitta au début de l'hiver 1515 le Château de Harbottle pour finir une convalescence de quelques mois au château de Morpeth.
L’antiquaire royal John Leland décrivait en 1540 Morpeth comme une ville  « toute en longueur et magnifiquement bâtie avec ses maisons basses (...) bien plus jolie qu’Alnwick ». Au cours du Rough Wooing (1543–50), la ville dut supporter l'entretien d'une garnison de mercenaires italiens.
En 1552, le héraut d'armes William Hervey accorda au bourg de Morpeth le droit d'ajouter à la cotte de mailles du blason de Roger de Merlay, une tour vermeille. Dans ses lettres patentes, Hervey précise qu'il a inclus le armoiries d’un noble et preux chevalier... « for a p'petuall memory of his good will and benevolence towardes the said towne ».
Morpeth reçut sa première charte du roi Charles II : elle confiait l'administration de la ville à sept corporations ou guildes : celles des tailleurs, des tanneurs, des fourriers et teinturiers, des forgerons, des cordonniers, des tisserands et des bouchers. Cette charte demeura en vigueur jusqu'à la réforme du Municipal Corporations Act (1835). Jusqu'au XIXe siècle, Morpeth demeura l'un des plus gros marchés de bétail du nord de l'Angleterre ; mais l'arrivée du chemin de fer facilita l'accès vers le marché de Newcastle.
Au cours de la Seconde Guerre mondiale, la base de Morpeth de la Royal Air Force se trouvait dans le village voisin de Tranwell : elle était réputée comme centre d’entraînement au tir anti-aérien.

## Climat
Tout comme le reste des Îles Britanniques, Morpeth bénéficie d'un climat océanique marqué par des étés frais et des hivers doux. La station météorologique locale enregistre la température et les précipitations à Cockle Park, au nord de la ville.
| Mois                              | jan.  | fév.  | mars  | avril | mai   | juin  | jui.  | août  | sep.  | oct.  | nov.  | déc.  | année |
| --------------------------------- | ----- | ----- | ----- | ----- | ----- | ----- | ----- | ----- | ----- | ----- | ----- | ----- | ----- |
| Température minimale moyenne (°C) | 0,7   | 1     | 2     | 3,1   | 5,5   | 8,2   | 10,3  | 10,4  | 8,6   | 6,1   | 3,1   | 1,5   | 0,7   |
| Température maximale moyenne (°C) | 6     | 6,3   | 8,4   | 10,2  | 13,2  | 16,1  | 18,7  | 18,6  | 15,7  | 12,3  | 8,4   | 6,7   | 18,7  |
| Record de froid (°C)              | −12   | −12,8 | −8,9  | −6,1  | −2,7  | 0,1   | 3,3   | 2,8   | 0     | −2,4  | −9    | −11,6 | −12,8 |
| Record de chaleur (°C)            | 13,8  | 15,6  | 20    | 22,1  | 24,1  | 27,8  | 29,6  | 32,6  | 25,1  | 21,7  | 17,2  | 14,6  | 32,6  |
| Précipitations (mm)               | 59,77 | 45,51 | 55,15 | 51,03 | 54,03 | 53,53 | 51,63 | 66,34 | 62,04 | 58,23 | 69,75 | 66,68 |       |

Le 6 septembre 2008, Morpeth a connu ses pires inondations depuis 1963.

## Curiosités touristiques

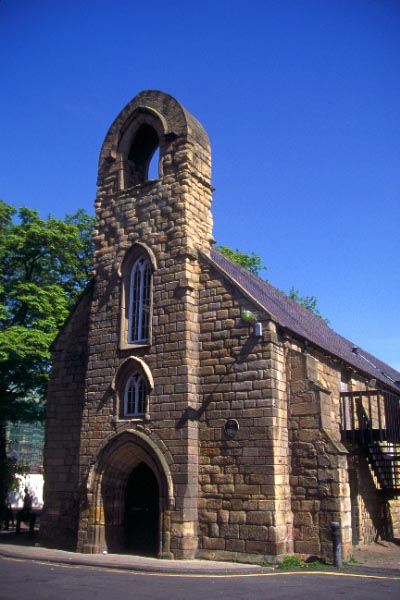
Morpeth Chantry (XIIIe siècle).

Parmi les monuments historiques, il y a une tour d’horloge du XVIIe siècle ; le grand hôtel de ville, conçu par Sir John Vanbrugh (et reconstruit en 1869) ; Collingwood House, un manoir de style géorgien de l’amiral Collingwood ; et Morpeth Chantry, chapelle du XIIIe siècle qui héberge aujourd'hui le syndicat d'initiatives et le musée due Morpeth Chantry Bagpipe. Le Château de Morpeth, désormais géré par le Landmark Trust, surplombe la ville.

## Personnalités liées à la localité
- Jim Alder, né en 1940, coureur de fond britannique, élevé à Morpeth par sa famille d'adoption[16],[17]
- Luke Clennell (1781–1840), graveur et peintre, né à Morpeth[18]
- Cuthbert Collingwood (1748–1810), amiral de la Royal Navy qui a vécu à Morpeth House.
- Emily Wilding Davison (1872-1913), suffragette britannique tuée pendant une manifestation à Epsom en 1913[19]
- Toby Flood, né en 1985, international de rugby à XV anglais, élevé à Morpeth, où va à la Morpeth Chantry School[20]
- Robert Morrison (1782–1834), pasteur et missionnaire presbytérien, traducteur de la Bible en chinois, né à Morpeth
- Nicholas Thomas Wright, né en 1948, théologien anglican né à Morpeth